# 茨田枚野
茨田 枚野（まんだ の ひらの、生没年不詳）は、奈良時代中期から後期にかけての官人。姓は無姓のち宿禰。官位は外従五位下・東市正。

## 経歴
聖武朝の天平19年（747年）6月、一族の外従五位下の女官茨田弓束とともに宿禰姓を授けられるのが史料における初見。この時は従八位下。
それからしばらく記録に現れないが、淳仁朝の天平宝字2年（758年）8月、天皇の即位にともなう追加の叙位により、正六位上から外従五位下に昇叙される。翌3年（759年）5月、備中介。その後も鋳銭次官、東市正と藤原仲麻呂政権で順調に官職を歴任している。とりわけ天平宝字4年（760年）に鋳造・発行された万年通宝は和同開珎以来の50年ぶりの新貨であったため、その役割を期待されたものと思われる。
藤原仲麻呂の乱以後の動静は不明である。

## 官歴
『続日本紀』による。
- 時期不詳：従八位下
- 天平19年（747年）6月7日：賜姓宿禰
- 時期不詳：正六位上
- 天平宝字2年（758年）8月2日：外従五位下
- 天平宝字3年（759年）5月17日：備中介
- 天平宝字5年（761年）正月16日：鋳銭次官
- 天平宝字6年（762年）正月9日：東市正